# فلوکلوگزاسیلین
فلوکلوگزاسیلین (به انگلیسی: Flucloxacillin) یا floxacillin
رده درمانی: آنتی‌بیوتیک‌های بتالاکتام
اشکال دارویی: کپسول، شربت، آمپول

## موارد مصرف
فلوکلوگزاسیلین از دسته پنی‌سیلین‌های مقاوم به بتالاکتاماز است. از لحاظ اثر ضدمیکروبی و خواص فارماکولوژیکی بسیار مشابه کلوگزاسیلین است. این دارو همچنین متعلق به دسته ایزوگزازولیل پنی‌سیلین‌ها (Isoxazolyl Penicillins) هست. این دسته که مقاومت خوبی نسبت به اسید دارند می‌توانند به صورت خوراکی مصرف شوند.

## مکانیسم اثر
این دارو همانند سایر بتالاکتام‌ها با اتصال به پروتئین متصل شونده به پنی‌سیلین (PBP) باعث مهار ترانس پپتیدازها می‌شود و باعث ممانعت از ساخت پپتیدو گلیکان‌های دیواره سلولی باکتری و تخریب دیواره سلولی باکتری می‌شود. تغییر ساختار شیمیایی آن را مقاوم به آنزیم بتالاکتاماز تولید شده توسط برخی باکتری‌ها ساخته‌است.

## طیف ضد میکروبی
باکتریهای حساس شامل:
- انواع استافیلوککها به جز استاف‌های مقاوم به متی‌سیلین (Methicillin resistant staph aureus, MRSA) این اثر ضعیفتر از اثر نافسیلین است.
- استرپتوکک پیوژن، پنوموکک و بعضی انواع ویریدنس.

ایزوگزازولیل پنی‌سیلین‌ها جایگزین خوبی برای پنی سیلین در درمان عفونت‌های حساس به پنی‌سیلین نیستند و روی انتروکک و لیستریا بی‌اثر هستند. همچنین به علت متغیر بودن جذب خوراکی در درمان عفونتهای شدید نوع خوراکی آن‌ها جایگزینی برای انواع تزریقی نمی‌تواند باشد.

## اشکال دارویی
این دارو جذب خوراکی دارد ولی غذا جذب آن را کاهش می‌دهد. این دارو به اشکال خوراکی، تزریق عضلانی و درون رگی موجود است.

## کاربردهای بالینی
این دارو در عفونت‌های استافیلوککی مقاوم به پنی‌سیلین به کار می‌رود.

## عوارض جانبی
- این دارو عوارض جانبی مشابه پنی‌سیلین را دارد.
- در مصرف این دارو عوارض کلیوی همچون یرقان کلستاتیک و هپاتیت دیده شده‌است که بروز این عوارض حتی تا دو ماه پس از مصرف دارو مشاهده شده‌است. افراد مسن و بیمارانی که بیش از دو هفته دارو را مصرف می‌کنند در ریسک بیشتری قرار دارند. عوارض پوستی شدیدی همچون اریتم مولتی فرم، سندرم استیون جانسون و نکروز پوستی توکسیک در مصرف این دارو به‌طور نادر مشاهده شده‌است. آگرانولوسیتوز و نوتروپنی در مصرف این دارو و بقیه ایزوگزازولیل پنی‌سیلین‌ها مشاهده شده‌است.
- ایجاد حملات پورفیریا در مصرف این دارو دیده شده‌است.

فرمول شیمیایی فلوکلوگزاسیلین